# Campanha Internacional para a Abolição de Armas Nucleares
A Campanha Internacional para a Abolição de Armas Nucleares (em inglês: International Campaign for the Abolition of Nuclear Weapons, ICAN) é uma campanha global, promovida por várias organizações não governamentais, para a abolição de todas as armas nucleares por meio de um tratado internacional vinculativo — uma convenção sobre armas nucleares. Fundada em Melbourne, Austrália em 2007, tem 468 organizações parceiras em 101 países. Tem por objetivo sensibilizar o público global sobre a ameaça representada por 27 000 armas nucleares que permaneceram da época da Guerra Fria, para levar a abolição à discussão pública e exercer pressão sobre os governos. Dentre outros objetivos da campanha está a formação de uma rede de organizações que trabalham na abolição das armas nucleares em todo o mundo. A ICAN trabalha para construir uma base mais ampla possível de parceiros, desde sindicatos até instituições religiosas e humanitárias e organizações ambientais.
Dentre os defensores proeminentes da campanha estão o Dalai Lama, o ex-secretário-geral das Nações Unidas Ban Ki-moon, os laureados com o Nobel da Paz Desmond Tutu e Jody Williams, o pianista de jazz Herbie Hancock e o jogador de críquete Ian Chappell.

## História
A ICAN foi fundada em 2007 na conferência do Tratado de Não Proliferação de Armas Nucleares em Viena pelos Médicos Internacionais para a Prevenção da Guerra Nuclear (em inglês: International Physicians for the Prevention of Nuclear War, IPPNW) e outras organizações e lançada em doze países. Em 2011 a campanha tinha 200 organizações membros em 60 países.
Em 2016 e 2017, o foco foi o compromisso e a cooperação nas negociações da ONU sobre um Tratado sobre a Proibição das Armas Nucleares como primeiro passo.
Em 6 de outubro, foi premiada com o Prémio Nobel da Paz em 2017.